# Láng Phước Hội
Láng Phước Hội is een badplaats in het district Đất Đỏ, een van de districten in de Vietnamese provincie Bà Rịa-Vũng Tàu. Láng Phước Hội ligt aan de Zuid-Chinese Zee. Láng Phước Hội is geen bestuurlijke eenheid.
Thị trấn: Đất Đỏ · Phước Hải (thị trấn)

Xã: Láng Dài · Long Mỹ · Long Tân · Lộc An · Phước Hội · Phước Long Thọ

Overige plaatsen: Láng Phước Hội